# Duckens Nazon
Duckens Moses Nazon (Párizs, 1994. április 7. –) francia születésű haiti válogatott labdarúgó, a CSZKA Szofija játékosa.